# Melanchra pulverulenta
Melanchra pulverulenta är en fjärilsart som beskrevs av Smith 1888. Melanchra pulverulenta ingår i släktet Melanchra och familjen nattflyn. Inga underarter finns listade i Catalogue of Life.